# Molnár Albert (nyelvtanár)
Dr. Molnár Albert (Gyulafehérvár, 1901. szeptember 16. – Budapest, 1961. szeptember 15.) nyelvoktató, lexikográfus, a Magyar Enciklopédia szerkesztője.

## Életpályája
Tanulmányait a bécsi és kolozsvári egyetemen végezte el; szociológiából diplomázott. 1920-tól Bécsben nyelvoktatással foglalkozott. 1932-től a Szovjetunióban a moszkvai Világgazdasági és Világpolitikai Intézet tudományos munkatársa volt. 1935-től Kolozsváron tisztviselőként dolgozott. 1945-től Budapesten a közellátási kormánybiztosságon, a Gazdasági Főtanácsban, a Jóvátételi Hivatalban és a Külkereskedelmi Igazgatóságon tevékenykedett. 1955-től az Akadémiai Kiadó lexikon szerkesztőségének felelős szerkesztője volt.
Fontos volt lexikográfiai munkássága, elsősorban a lexikonszerkesztésre vonatkozó több elvi és gyakorlati útmutatója. Ezekkel indult meg nagyobb méretekben a lexikonok szerkesztése. Összeállította és ismertetőkkel látta el az enciklopédia szerkesztésére vonatkozó szerkesztéstechnikai szakirodalmat. Esztétika-történeti munkái kéziratban maradtak.

## Családja
Szülei: Molnár Farkas és Benedek Fanni voltak. 1923-ban, Budapesten házasságot kötött Szerényi Ilonával.